# Lista de países por dívida pública

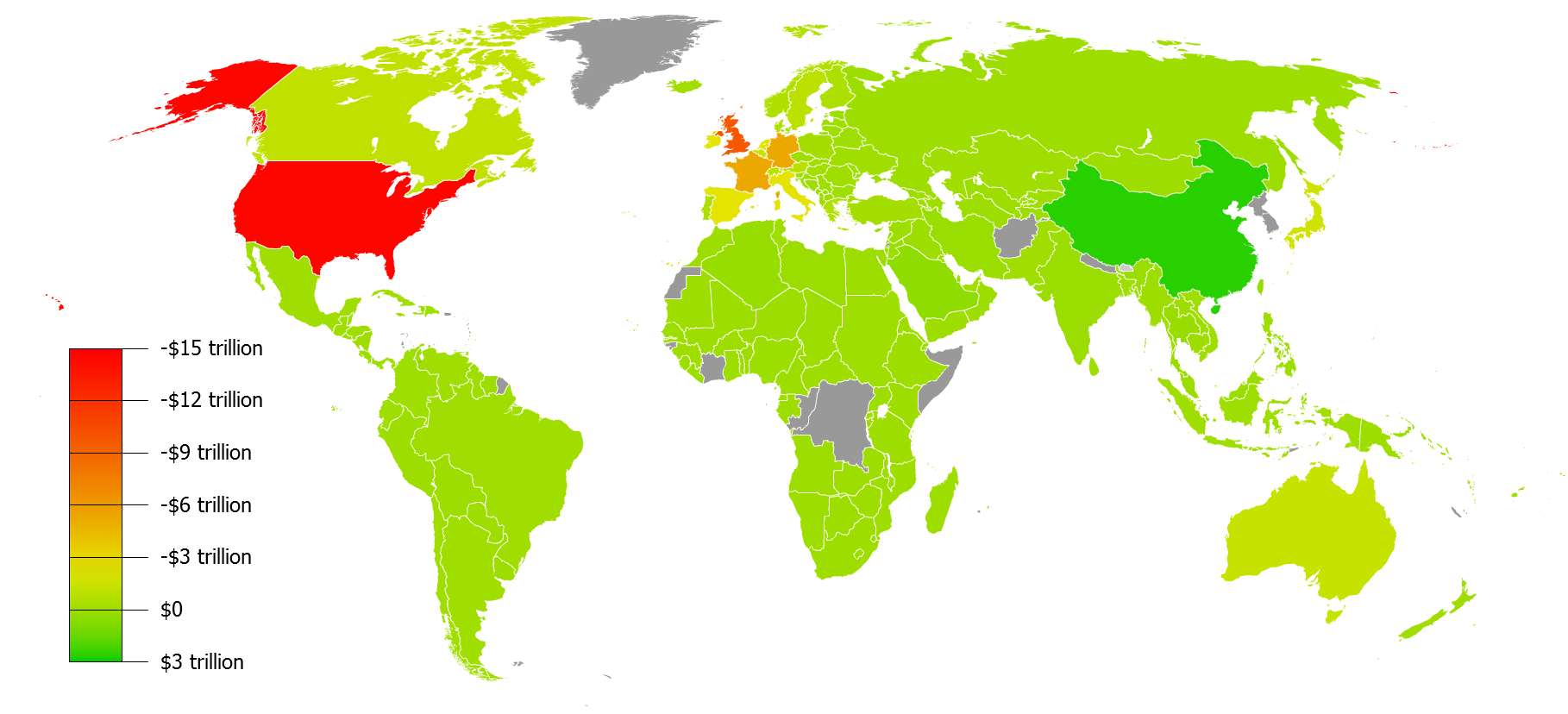
Reservas em moeda estrangeira e ouro menos a dívida externa com base em dados de 2010 do CIA Factbook.

Esta é uma lista de países por dívida pública em relação ao seu PIB, conforme listado pelo Eurostat para a União Europeia e CIA World Factbook 2020 e para o resto do mundo. A lista foi feita com o total acumulado de toda a dívida governamental menos os seus reembolsos que são expressos no país de origem da moeda. Dívida pública não pode ser confundida com dívida externa. As informações citadas aqui podem conter equívocos, visto que não há uma investigação independente sobre esse assunto.
| País por dívida pública | País por dívida pública        | País por dívida pública   | País por dívida pública | País por dívida pública |
| Lugar                   | País                           | Dívida Pública (% do PIB) | Ano                     | Zona                    |
| ----------------------- | ------------------------------ | ------------------------- | ----------------------- | ----------------------- |
| 1                       | Japão                          | 224.81                    | 2020 est.               | Ásia Oriental           |
| 2                       | Grécia                         | 205.64                    | 2020 est.               | Europa                  |
| 3                       | Sudão                          | 200.35                    | 2020 est.               | África                  |
| 4                       | Eritreia                       | 185.61                    | 2020 est.               | África                  |
| 5                       | Líbano                         | 170.98                    | 2020 est.               | Oriente Médio           |
| 6                       | Cabo Verde                     | 156.05                    | 2020 est.               | África                  |
| 7                       | Itália                         | 155.56                    | 2020 est.               | Europa                  |
| 8                       | Singapura                      | 150.20                    | 2020 est.               | Sudeste Asiático        |
| 9                       | Barbados                       | 144.40                    | 2020 est.               | América Central         |
| 10                      | Portugal                       | 135.20                    | 2020 est.               | Europa                  |
| 11                      | Moçambique                     | 128.45                    | 2020 est.               | África                  |
| 12                      | Estados Unidos                 | 128.05                    | 2020 est.               | América do Norte        |
| 13                      | Butão                          | 120.74                    | 2020 est.               | Ásia Meridional         |
| 14                      | Espanha                        | 120.00                    | 2020 est.               | Europa                  |
| 15                      | Chipre                         | 118.20                    | 2020 est.               | Europa                  |
| 16                      | Canadá                         | 117.46                    | 2020 est.               | América do Norte        |
| 17                      | Dominica                       | 117.07                    | 2020 est.               | América Central         |
| 18                      | França                         | 115.70                    | 2020 est.               | Europa                  |
| 19                      | Aruba                          | 115.10                    | 2020 est.               | América Central         |
| 20                      | Bélgica                        | 114.10                    | 2020 est.               | Europa                  |
| 21                      | Zimbabué                       | 113.92                    | 2020 est.               | África                  |
| 22                      | Jamaica                        | 107.42                    | 2020 est.               | América Central         |
| 23                      | Reino Unido                    | 104.50                    | 2020 est.               | Europa                  |
| 24                      | Sri Lanka                      | 101.00                    | 2020 est.               | Ásia Meridional         |
| 25                      | Síria                          | 94.80                     | 2017 est.               | Oriente Médio           |
| 26                      | Antígua e Barbuda              | 93.60                     | 2020 est.               | América Central         |
| 27                      | Bahrain                        | 90.40                     | 2020 est.               | Oriente Médio           |
| 28                      | Egito                          | 89.84                     | 2020 est.               | África                  |
| 29                      | Brasil                         | 73.50                     | 2022 est.               | América do Sul          |
| 30                      | Belize                         | 84.80                     | 2020 est.               | América Central         |
| 31                      | São Tomé e Príncipe            | 83.37                     | 2020 est.               | África                  |
| 32                      | Gâmbia                         | 82.97                     | 2020 est.               | África                  |
| 33                      | República do Congo             | 77.13                     | 2020 est.               | África                  |
| 23                      | Mongólia                       | 76.95                     | 2020 est.               | Ásia Oriental           |
| 35                      | Jordânia                       | 73.00                     | 2020 est.               | Oriente Médio           |
| 36                      | Mauritânia                     | 59.19                     | 2020 est.               | África                  |
| 37                      | Áustria                        | 78.60                     | 2017 est.               | Europa                  |
| 38                      | Croácia                        | 77.80                     | 2017 est.               | Europa                  |
| 39                      | Somália                        | 76.70                     | 2017 est.               | África                  |
| 40                      | Togo                           | 75.70                     | 2017 est.               | África                  |
| 41                      | Iêmen                          | 74.50                     | 2017 est.               | Oriente Médio           |
| 42                      | São Vicente e Granadinas       | 73.80                     | 2017 est.               | América Central         |
| 43                      | Hungria                        | 73.60                     | 2017 est.               | Europa                  |
| 44                      | Eslovênia                      | 73.60                     | 2017 est.               | Europa                  |
| 45                      | Albânia                        | 71.80                     | 2017 est.               | Europa                  |
| 46                      | Gana                           | 71.80                     | 2017 est.               | África                  |
| 47                      | Índia                          | 71.20                     | 2017 est.               | Ásia Meridional         |
| 48                      | Ucrânia                        | 71.00                     | 2017 est.               | Europa                  |
| 49                      | Santa Lúcia                    | 70.70                     | 2017 est.               | América Central         |
| 50                      | Granada                        | 70.40                     | 2017 est.               | América Central         |
| 51                      | Tunísia                        | 70.30                     | 2017 est.               | África                  |
| 52                      | Suriname                       | 69.30                     | 2017 est.               | América do Sul          |
| 53                      | Irlanda                        | 68.60                     | 2017 est.               | Europa                  |
| 54                      | El Salvador                    | 67.90                     | 2017 est.               | América Central         |
| 55                      | Montenegro                     | 67.20                     | 2017 est.               | Europa                  |
| 56                      | Paquistão                      | 67.00                     | 2017 est.               | Ásia Meridional         |
| 57                      | Uruguai                        | 65.70                     | 2017 est.               | América do Sul          |
| 58                      | Marrocos                       | 65.10                     | 2017 est.               | África                  |
| 59                      | Angola                         | 65.00                     | 2017 est.               | África                  |
| 60                      | Maurício                       | 64.00                     | 2017 est.               | África                  |
| 61                      | Alemanha                       | 63.90                     | 2017 est.               | Europa                  |
| 62                      | Maldivas                       | 63.90                     | 2017 est.               | Ásia Meridional         |
| 63                      | Serra Leoa                     | 63.90                     | 2017 est.               | África                  |
| 64                      | Laos                           | 63.60                     | 2017 est.               | Sudeste Asiático        |
| 65                      | Seicheles                      | 63.60                     | 2017 est.               | África                  |
| 66                      | Zâmbia                         | 63.10                     | 2017 est.               | África                  |
| 67                      | São Cristóvão e Neves          | 62.90                     | 2017 est.               | América Central         |
| 68                      | Gabão                          | 62.70                     | 2017 est.               | África                  |
| 69                      | Sudão do Sul                   | 62.70                     | 2017 est.               | África                  |
| 70                      | Sérvia                         | 62.50                     | 2017 est.               | Europa                  |
| 71                      | Nauru                          | 62.00                     | 2017 est.               | Oceania                 |
| 72                      | Finlândia                      | 61.30                     | 2017 est.               | Europa                  |
| 73                      | Israel                         | 60.90                     | 2017 est.               | Oriente Médio           |
| 74                      | Iraque                         | 59.70                     | 2017 est.               | Oriente Médio           |
| 75                      | Malawi                         | 59.20                     | 2017 est.               | África                  |
| 76                      | Vietnã                         | 58.50                     | 2017 est.               | Sudeste Asiático        |
| 77                      | Argentina                      | 57.60                     | 2017 est.               | América do Sul          |
| 78                      | Países Baixos                  | 56.50                     | 2017 est.               | Europa                  |
| 79                      | Quirguistão                    | 56.00                     | 2017 est.               | Ásia Central            |
| 80                      | Bahamas                        | 54.60                     | 2017 est.               | América Central         |
| 81                      | Benim                          | 54.60                     | 2017 est.               | África                  |
| 82                      | México                         | 54.30                     | 2017 est.               | América do Norte        |
| 83                      | Etiópia                        | 54.20                     | 2017 est.               | África                  |
| 84                      | Quênia                         | 54.20                     | 2017 est.               | África                  |
| 85                      | Azerbaijão                     | 54.10                     | 2017 est.               | Oriente Médio           |
| 86                      | Malásia                        | 54.10                     | 2017 est.               | Sudeste Asiático        |
| 87                      | Guiné-Bissau                   | 53.90                     | 2017 est.               | África                  |
| 88                      | Catar                          | 53.80                     | 2017 est.               | Oriente Médio           |
| 89                      | Armênia                        | 53.50                     | 2017 est.               | Oriente Médio           |
| 90                      | Bielorrússia                   | 53.40                     | 2017 est.               | Europa                  |
| 91                      | Ilhas Virgens Americanas       | 53.30                     | 2016 est.               | América Central         |
| 92                      | África do Sul                  | 53.00                     | 2017 est.               | África                  |
| 93                      | República Centro-Africana      | 52.90                     | 2017 est.               | África                  |
| 94                      | Chade                          | 52.50                     | 2017 est.               | África                  |
| 95                      | Guiana                         | 52.20                     | 2017 est.               | América do Sul          |
| 96                      | Burundi                        | 51.70                     | 2017 est.               | África                  |
| 97                      | Porto Rico                     | 51.60                     | 2017 est.               | América Central         |
| 98                      | Eslováquia                     | 50.90                     | 2017 est.               | Europa                  |
| 99                      | Malta                          | 50.70                     | 2017 est.               | Europa                  |
| 100                     | Polônia                        | 50.60                     | 2017 est.               | Europa                  |
| 101                     | Tajiquistão                    | 50.40                     | 2017 est.               | Ásia Central            |
| 102                     | Colômbia                       | 49.40                     | 2017 est.               | América do Sul          |
| 103                     | Samoa                          | 49.10                     | 2017 est.               | Oceania                 |
| 104                     | Bolívia                        | 49.00                     | 2017 est.               | América do Sul          |
| 105                     | Costa Rica                     | 48.90                     | 2017 est.               | América Central         |
| 106                     | Fiji                           | 48.90                     | 2017 est.               | Oceania                 |
| 107                     | Vanuatu                        | 48.40                     | 2017 est.               | Oceania                 |
| 108                     | Senegal                        | 48.30                     | 2017 est.               | África                  |
| 109                     | Tonga                          | 48.00                     | FY2017 est.             | Oceania                 |
| 110                     | Cuba                           | 47.70                     | 2017 est.               | América Central         |
| 111                     | China                          | 47.00                     | 2017 est.               | Ásia Oriental           |
| 112                     | Costa do Marfim                | 47.00                     | 2017 est.               | África                  |
| 113                     | Omã                            | 46.90                     | 2017 est.               | Oriente Médio           |
| 114                     | Equador                        | 45.40                     | 2017 est.               | América do Sul          |
| 115                     | Níger                          | 45.30                     | 2017 est.               | África                  |
| 116                     | Geórgia                        | 44.90                     | 2017 est.               | Europa                  |
| 117                     | Bermudas                       | 43.00                     | FY14/15                 | América do Norte        |
| 118                     | Tailândia                      | 41.90                     | 2017 est.               | Sudeste Asiático        |
| 119                     | Suíça                          | 41.80                     | 2017 est.               | Europa                  |
| 120                     | Trindade e Tobago              | 41.80                     | 2017 est.               | América Central         |
| 121                     | Namíbia                        | 41.30                     | 2017 est.               | África                  |
| 122                     | Andorra                        | 41.00                     | 2014 est.               | Europa                  |
| 123                     | Austrália                      | 40.80                     | 2017 est.               | Oceania                 |
| 124                     | Suécia                         | 40.80                     | 2017 est.               | Europa                  |
| 125                     | Ruanda                         | 40.50                     | 2017 est.               | África                  |
| 126                     | Islândia                       | 40.00                     | 2017 est.               | Europa                  |
| 127                     | Uganda                         | 40.00                     | 2017 est.               | África                  |
| 128                     | Filipinas                      | 39.90                     | 2017 est.               | Sudeste Asiático        |
| 129                     | Lituânia                       | 39.70                     | 2017 est.               | Europa                  |
| 130                     | Bósnia e Herzegovina           | 39.50                     | 2017 est.               | Europa                  |
| 131                     | Honduras                       | 39.50                     | 2017 est.               | América Central         |
| 132                     | Irã                            | 39.50                     | 2017 est.               | Oriente Médio           |
| 133                     | Coreia do Sul                  | 39.50                     | 2017 est.               | Ásia Oriental           |
| 134                     | Macedônia                      | 39.30                     | 2017 est.               | Europa                  |
| 135                     | Venezuela                      | 38.90                     | 2017 est.               | América do Sul          |
| 136                     | Burkina Faso                   | 38.10                     | 2017 est.               | África                  |
| 137                     | Guiné                          | 37.90                     | 2017 est.               | África                  |
| 138                     | Panamá                         | 37.80                     | 2017 est.               | América Central         |
| 139                     | Guiné Equatorial               | 37.40                     | 2017 est.               | África                  |
| 140                     | República Dominicana           | 37.20                     | 2017 est.               | América Central         |
| 141                     | Tanzânia                       | 37.00                     | 2017 est.               | África                  |
| 142                     | Tuvalu                         | 37.00                     | 2017 est.               | Oceania                 |
| 143                     | Camarões                       | 36.90                     | 2017 est.               | África                  |
| 144                     | Papua-Nova Guiné               | 36.90                     | 2017 est.               | Oceania                 |
| 145                     | Romênia                        | 36.80                     | 2017 est.               | Europa                  |
| 146                     | Noruega                        | 36.50                     | 2017 est.               | Europa                  |
| 147                     | Letônia                        | 36.30                     | 2017 est.               | Europa                  |
| 148                     | Madagascar                     | 36.00                     | 2017 est.               | África                  |
| 149                     | Taiwan                         | 35.70                     | 2017 est.               | Ásia Oriental           |
| 150                     | Mali                           | 35.40                     | 2017 est.               | África                  |
| 151                     | Dinamarca                      | 35.30                     | 2017 est.               | Europa                  |
| 152                     | Ilhas Faroé                    | 35.00                     | 2014 est.               | Europa                  |
| 153                     | Tchéquia                       | 34.70                     | 2017 est.               | Europa                  |
| 154                     | Libéria                        | 34.40                     | 2017 est.               | África                  |
| 155                     | Lesoto                         | 33.70                     | 2017 est.               | África                  |
| 156                     | Myanmar                        | 33.60                     | 2017 est.               | Sudeste Asiático        |
| 157                     | Nicarágua                      | 33.30                     | 2017 est.               | América Central         |
| 158                     | Curaçao                        | 33.20                     | 2012 est.               | América Central         |
| 159                     | Bangladesh                     | 33.10                     | 2017 est.               | Ásia Meridional         |
| 160                     | Comores                        | 32.40                     | 2017 est.               | África                  |
| 161                     | Djibouti                       | 31.80                     | 2017 est.               | África                  |
| 162                     | Nova Zelândia                  | 31.70                     | 2017 est.               | Oceania                 |
| 163                     | Moldova                        | 31.50                     | 2017 est.               | Europa                  |
| 164                     | Haiti                          | 31.10                     | 2017 est.               | América Central         |
| 165                     | Cambodia                       | 30.40                     | 2017 est.               | Sudeste Asiático        |
| 166                     | Indonésia                      | 28.80                     | 2017 est.               | Sudeste Asiático        |
| 167                     | Turcomenistão                  | 28.80                     | 2017 est.               | Ásia Central            |
| 168                     | Suazilândia                    | 28.40                     | 2017 est.               | África                  |
| 169                     | Turquia                        | 28.30                     | 2017 est.               | Oriente Médio           |
| 170                     | Argélia                        | 27.50                     | 2017 est.               | África                  |
| 171                     | Nepal                          | 26.40                     | 2017 est.               | Ásia Meridional         |
| 172                     | Kiribati                       | 26.30                     | 2017 est.               | Oceania                 |
| 173                     | Ilhas Marshall                 | 25.50                     | 2017 est.               | Oceania                 |
| 174                     | Peru                           | 25.40                     | 2017 est.               | América do Sul          |
| 175                     | Guatemala                      | 24.70                     | 2017 est.               | América Central         |
| 176                     | Micronésia                     | 24.50                     | 2017 est.               | Oceania                 |
| 177                     | Cisjordânia                    | 24.40                     | 2014 est.               | Oriente Médio           |
| 178                     | Uzbequistão                    | 34.30                     | 2017 est.               | Ásia Central            |
| 179                     | Palau                          | 24.10                     | 2016 est.               | Oceania                 |
| 180                     | San Marino                     | 24.10                     | 2017 est.               | Europa                  |
| 181                     | Bulgária                       | 23.90                     | 2017 est.               | Europa                  |
| 182                     | Chile                          | 23.60                     | 2017 est.               | América do Sul          |
| 183                     | Luxemburgo                     | 23.00                     | 2017 est.               | Europa                  |
| 184                     | Guam                           | 22.10                     | 2016 est.               | Oceania                 |
| 185                     | Nigéria                        | 21.80                     | 2017 est.               | África                  |
| 186                     | Kosovo                         | 21.20                     | 2017 est.               | Europa                  |
| 187                     | Cazaquistão                    | 20.80                     | 2017 est.               | Ásia Central            |
| 188                     | Kuwait                         | 20.60                     | 2017 est.               | Oriente Médio           |
| 189                     | Anguilla                       | 20.10                     | 2015 est.               | América Central         |
| 190                     | Emirados Árabes Unidos         | 19.70                     | 2017 est.               | Oriente Médio           |
| 191                     | Paraguai                       | 19.50                     | 2017 est.               | América do Sul          |
| 192                     | República Democrática do Congo | 18.10                     | 2017 est.               | África                  |
| 193                     | Arábia Saudita                 | 17.20                     | 2017 est.               | Oriente Médio           |
| 194                     | Rússia                         | 15.50                     | 2017 est.               | Ásia Central            |
| 195                     | Botswana                       | 14.00                     | 2017 est.               | África                  |
| 196                     | Groenlândia                    | 13.00                     | 2015 est.               | América do Norte        |
| 197                     | Samoa Americana                | 12.20                     | 2016 est.               | Oceania                 |
| 198                     | Ilhas Salomão                  | 9.40                      | 2017 est.               | Oceania                 |
| 199                     | Estônia                        | 9.00                      | 2017 est.               | Europa                  |
| 200                     | Gibraltar                      | 7.50                      | 2008 est.               | Europa                  |
| 201                     | Ilhas Marianas do Norte        | 7.10                      | 2017 est.               | Oceania                 |
| 202                     | Afeganistão                    | 7.00                      | 2017 est.               | Ásia Meridional         |
| 203                     | Nova Caledônia                 | 6.50                      | 2015 est.               | Oceania                 |
| 204                     | Wallis e Futuna                | 5.60                      | 2004 est.               | Oceania                 |
| 205                     | Líbia                          | 4.70                      | 2017 est.               | África                  |
| 206                     | Timor-Leste                    | 3.80                      | 2017 est.               | Sudeste Asiático        |
| 207                     | Brunei                         | 2.80                      | 2017 est.               | Sudeste Asiático        |
| 208                     | Hong Kong                      | 0.10                      | 2017 est.               | Ásia Oriental           |
| 209                     | Ilhas Malvinas                 | 0.00                      | 2015 est.               | América do Sul          |
| 210                     | Macau                          | 0.00                      | 2017 est.               | Ásia Oriental           |